# El Superdotado (historieta)
El Superdotado fue una serie de historietas creada por Adolfo Buylla en 1969 para la revista "Gaceta Junior". Se trata de una parodia del superhéroe. 

## Trayectoria editorial
Se inicia en el número 60 y permanece hasta la desaparición de la revista en 1971. Con él inicia Buylla lo que será una característica de su etapa de madurez: los homenajes entre burlescos y afectuosos a figuras señeras de la historia del cómic.
Cinco historias de una página en el "El Wendigo":
- 1985.	Número 34. Tres historias de una página de Superdotado publicadas previamente en Gaceta Júnior.
- 1986.	Número 35/36. El origen de Superdotado.
- 1987.	Número 38. Superdotado. Cinco historias de una página, publicadas previamente en Gaceta Júnior.
- 1990.  Número 49. Superdotado y Raiman. Una historia de cinco páginas de nueva creación.
- 1993.  Número 59. Superdotado y Supertio. una historia de ocho páginas de nueva creación.

Entre los años 1988 y 1989, la editorial Forum publicó 17 episodios nuevos de la serie en la colección "Transformers", a partir del número 35.